# سرب ألبرت

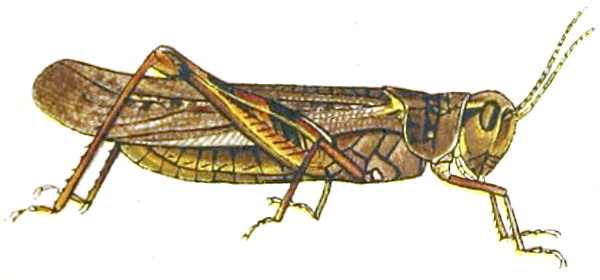

سرب ألبرت هو تجمع هائل من الجراد الجبلي في عام 1875 حيث توافدوا غرب الولايات المتحدة. سُمي السرب تيمنًا بألبرت شايلد، وهو طبيب مهتم في مجال الأرصاد الجوية، الذي حسب حجم السرب وهو 510،000 كيلو متر مربع (198،000 ميل مربع) وذلك بضرب السرعة التقديرية للسرب مع الوقت الذي استغرقه السرب للتحرك خلال جنوب ولاية نبراسكا؛ إن إحدى الأرقام التقديرية كانت 3.5 تريليون جرادة، ويُشار إلى السرب مرارًا وتكرارًا في السجل التاريخي لغرب ولاية ميسوري بـ:
| سرب ألبرت | إن عام 1875 سيبقى في أذهان أربع ولايات على الأقل، تمامًا كسنة الجندب. فقد ضربَت آفة غرب ولاية ميسوري في نيسان 1875، كانت آفةً مدمرةً لأمتنا النبيلة. وقد قامت بإعطاء مقاطعة هنري زيارةً جادةً وساحقةً، وأثبتوا بسرعة مذهلة أن شهيتهم كانت شرهة للغاية، وأن كل شيء أخضر هو رزقهم. | سرب ألبرت |

‌